# Убийство Дебры Джексон
Де́бра Луиза Дже́ксон (англ. Debra Jackson) — 23-летняя американка, ставшая жертвой сексуального насилия и убийства, её тело было найдено 31 октября 1979 года в Джорджтауне, Техас, и на протяжении почти сорока лет оставалось неопознанным. Убитая была обнаружена практически обнажённой, за исключением пары надетых оранжевых носков, и по этой детали ей было дано неофициальное прозвище Оранжевые носки (англ. Orange Socks). Также она была известна как Джейн Доу из Джорджтауна (англ. Georgetown Jane Doe).
Девушка была задушена, и, предположительно, её смерть наступила всего за несколько часов до обнаружения тела. Через три года американский серийный убийца Генри Ли Лукас признался в её убийстве и рассматривался как подозреваемый, хотя по этому поводу неоднократно высказывались сомнения. 7 августа 2019 года шериф округа Уильямсон на специально созванной пресс-конференции сообщил, что личность Дебры Джексон наконец-то была идентифицирована с помощью ДНК.

## Обнаружение тела
Тело Дебры Джексон было найдено 31 октября 1979 года в Джорджтауне, округ Уильямсон (штат Техас) в  водопропускной трубе у шоссе I-35. Экспертиза установила, что жертва — белая женщина, подвергшаяся сексуальному насилию. Место обнаружения тела не являлось местом преступления, Джексон протащили и бросили через дорожное ограждение.
Причиной смерти было признано удушение, так как на шее были найдены многочисленные синяки. Также на теле были обнаружены другие синяки, образовавшиеся вследствие падения тела с эстакады.
На ногах Джексон виднелось множество следов от укусов насекомых. Ногти на ногах были очень длинными, на руках маникюр. Под подбородком имелся шрам. Несмотря на повреждения тела, был сделан вывод о том, что жертва не получала переломов в течение своей жизни. Как сообщается, она болела сальпингитом, являвшимся следствием перенесённой гонореи. У неё были каштановые с красноватым оттенком волосы длиной 25 см, карие глаза, а возраст приблизительно был оценён в 15—30 лет. Рост составлял примерно 170 см, вес — 60—70 кг. Двух зубов не было; остальные были в отличном состоянии, несмотря на отсутствие каких-либо стоматологических вмешательств в течение жизни (установленных пломб или коронок). На руке было обнаружено серебряное кольцо с перламутровым камнем или морским ушком. Уши были проколоты.
Также рядом с телом Дебры Джексон было найдено полотенце, которое использовалось, скорее всего, как гигиеническая салфетка. Возможно, погибшая пыталась контролировать свои менструации, не тратя при этом деньги на тампоны. Один из двух найденных рядом с трупом спичечных коробков принадлежал отелю в Хенриетте, Оклахома. Последний факт позволил сделать предположение, что Джексон была автостопщицей или бродягой. Её личность была установлена лишь в 2019 году.

## Признание Генри Ли Лукаса
В 1982 году серийный убийца Генри Лукас признался в убийстве женщины, известной как «Оранжевые носки», хотя его причастность к её убийству, изнасилованию или перемещению тела не была доказана. В интервью он заявил, будто подобрал её на трассе в Оклахоме, где они занимались сексом. Он предложил ей снова заняться сексом, пока вёл машину, на что Джексон ответила: «Не сейчас» — и попыталась покинуть машину, после чего маньяк убил её и изнасиловал труп. Затем он отвёз тело в Джорджтаун. Лукас рассказал следствию, что жертва произнесла своё имя как «Джони» или «Джуди». Ранее он показал следователям, как якобы протащил тело через ограждение (когда его доставили в то место, где была обнаружена Джексон).
Согласно одному сообщению, во время убийства Джексон Лукас работал во Флориде, а убийство произошло в штате Техас. Следователи также заявили, что во время признания в убийстве маньяк противоречил сам себе, а его защита констатировала, что он видел фотографии с места преступления ещё до следственного интервью. Для того, чтобы добраться до Оклахомы и Техаса, а затем вернуться во Флориду одним днём, нужно ехать со средней скоростью 110 км/час без остановок, а это выглядит маловероятным. После вынесения приговора убийце в 1984 году Лукас отрёкся от своего признания. При участии губернатора штата, которым тогда являлся Джордж Буш-старший, смертная казнь была заменена пожизненным лишением свободы, так как дело Дебры Джексон было единственным, по итогам которого Лукаса приговорили к смертной казни. У убийцы была целая история признаний, что заставляло людей сомневаться в его правдивости (он признался в совершении более 3 000 убийств). Сам Лукас отрёкся от своих показаний, заявив, что единственным совершённым им преступлением было убийство его матери Виолы.
Узнав, что приговор Лукасу был смягчён, против этого выступила мать Сюзанны Бауэрс (англ. Suzanne Bowers), вместе с другими потерпевшими заявившая журналистам о своих возражениях. Причиной этого являлось признание Лукаса в убийстве 12-летнего подростка в 1984 году.

## Публикации в СМИ, расследование и идентификация личности
С момента убийства дело «Оранжевых носков» дважды освещалось в шоу «Их разыскивает Америка» (англ. America’s Most Wanted). Неизвестная женщина позвонила на телепередачу, сообщив, что она видела «Оранжевые носки» голосовавшей на дороге в день убийства, но это не привело к появлению какой-либо новой информации.
В 2011 году всплыла фотография женщины, похожей на «Оранжевые носки». Однако не было выявлено совпадений ДНК. Также сообщалось, что указанная жертва — женщина, пропавшая в 1970-х годах вместе с её парнем. Некоторые предполагали, что её можно идентифицировать как пропавшую Марту Моррисон (англ. Martha Morrison), но эта версия также не подтвердилась. Останки Моррисон были идентифицированы в 2015 году как Джейн Доу из Вашингтона. Останки были обнаружены в том же году, когда Марта пропала. Другие женщины, рассматривавшиеся на роль «Оранжевых носков», были исключены из дела.
К 37-й годовщине обнаружения «Оранжевых носков» её внешность была воссоздана заново Национальным центром пропавших и эксплуатируемых детей. Организация также внесла женщину в свою базу данных.
В 2019 году шериф округа Уильямсон Роберт Чоди сообщил, что убитую почти 40 лет назад женщину удалось идентифицировать как Дебру Джексон. Дебра родилась в 1956 году в городе Абилин, Техас. В 1977 году девушка ушла из дома, родители или родственники никогда не сообщали властям о её исчезновении, так как уход из дома был добровольным и не первым. В 2019 году сестра Дебры увидела обновлённые и более качественные изображения внешности девушки, известной как «Оранжевые носки», и сообщила полиции, что узнала на них свою сестру. Была проведена ДНК-экспертиза, подтвердившая, что неопознанная жертва убийства почти 40-летней давности — это Дебра Джексон. По словам шерифа Роберта Чоди, убийца Дебры, возможно, ещё жив и сейчас на свободе. Полиции удалось установить, что после ухода из дома девушка проживала в штате Техас и работала сначала в отеле Ramada Inn в городе Амарилло, а затем в социальном учреждении в городе Азл, пригород Далласа, и к Оклахоме, где её якобы подобрал Генри Ли Лукас, никакого отношения не имела. Шериф призвал всех, кто контактировал с Деброй Джексон с 1977 по 1979 год, связаться с полицией, чтобы своими показаниями оказать посильную помощь в раскрытии её убийства.